# Poder Executivo Federal do Brasil
No Brasil, o Poder Executivo Federal, também chamado de Governo Federal, é o Poder Executivo no âmbito da União, a esfera federal do Estado brasileiro. A Administração Federal é a estrutura de administração pública correspondente no Governo do Brasil.
De acordo com o que determina o artigo 78 da Constituição do Brasil de 1988, o Poder Executivo Federal é desempenhado pelo Presidente do Brasil, assessorado pelos Ministros de Estado.
A organização do Poder Executivo Federal abrange também o Gabinete de Segurança Institucional, a Casa Civil e diversos órgãos de auxílio.
Os ministérios são instituições de realização da política do governo, operando cada um deles, num ramo administrativo. As entidades de ajuda assessoram o chefe do Executivo como organizações de pesquisa, estudo, planeamento e controle.

## Presidente da República
Para se tornar presidente da República é necessário: ser brasileiro nato, ter mais de 35 anos, encontrar-se no desempenho dos direitos políticos e, de maneira evidente, eleger-se por intermédio de partido político.
As normas, para a escolha do presidente da República, se encontram determinadas na Constituição de 1988. As mais importantes são:

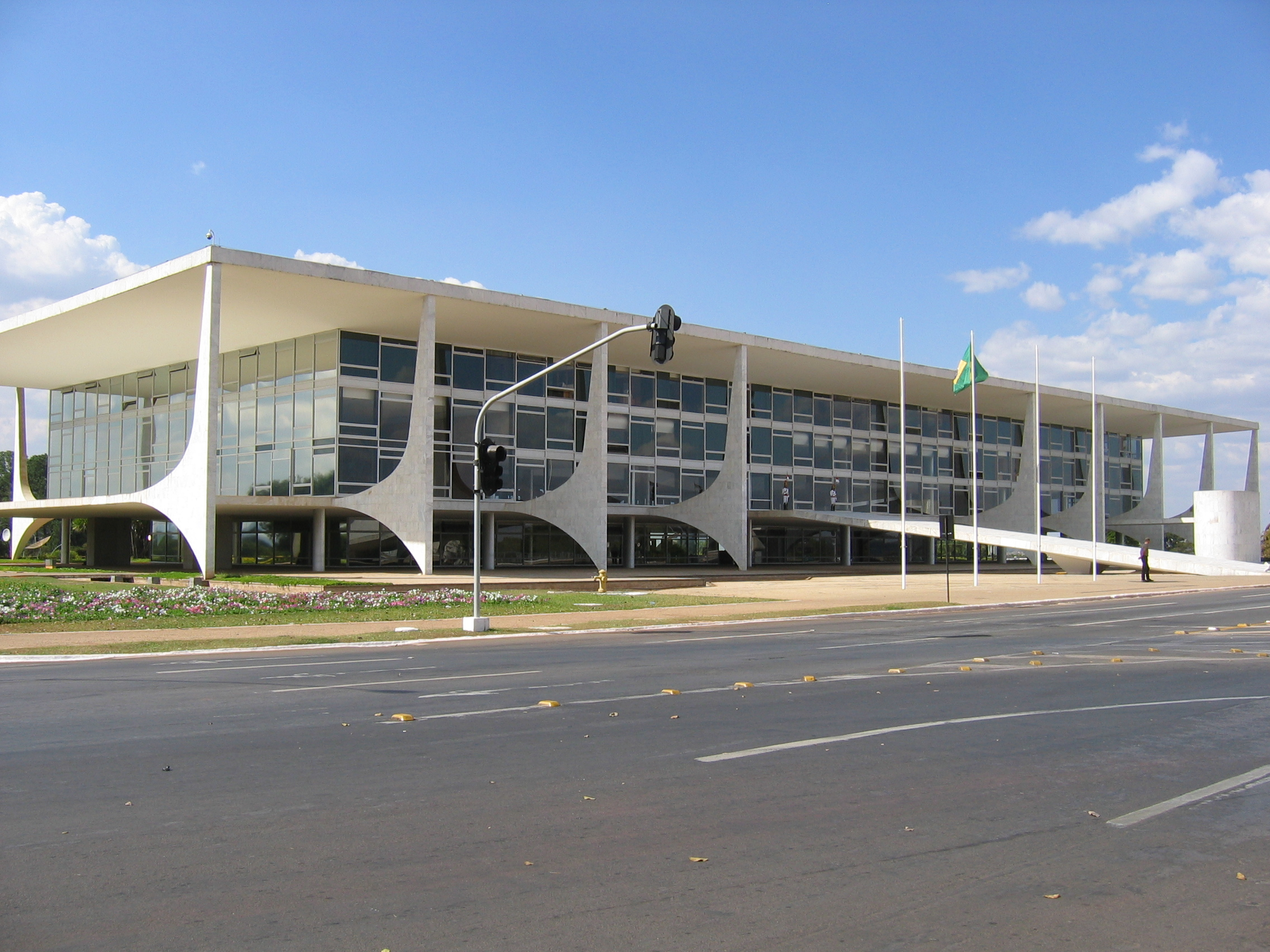
Palácio do Planalto, sede do Poder Executivo brasileiro, localizado na Praça dos Três Poderes, em Brasília, capital do Brasil.

Art. 77. A eleição do Presidente e do Vice-presidente da República realizar-se-á, simultaneamente, no primeiro domingo de outubro, em primeiro turno, e no último… em segundo… se houver, do ano anterior ao do término do mandato presidencial vigente.

§ 1.º — A eleição do Presidente da República importará a do Vice - Presidente com ele registrado.

§ 2.º — Será considerado eleito Presidente o candidato que, registrado por partido político, obtiver a maioria absoluta de votos, não computados os em branco e os nulos.

§ 3.º — Se nenhum candidato alcançar maioria absoluta na primeira votação, far-se-á nova eleição em até vinte dias após a proclamação do resultado, concorrendo os dois candidatos mais votados e considerando-se eleito aquele que obtiver a maioria dos votos válidos.

§ 4.º — Se, antes de realizado o segundo turno, ocorrer morte, desistência ou impedimento legal de candidato, convocar-se-á, dentre os remanescentes, o de maior votação.

§ 5º - Se, na hipótese dos parágrafos anteriores, remanescer, em segundo lugar, mais de um candidato com a mesma votação, qualificar-se-á o mais idoso.
Segundo o artigo 78 da Constituição, o presidente e o vice serão empossados em reunião do Congresso Nacional, manifestar a promessa de cumprir, proteger e respeitar a Constituição, obedecer às leis, realizar o bem geral do povo, defender a união, a integridade e a independência do Brasil.
Conforme o artigo 82 da Constituição, o Presidente da República tem um período de quatro anos de governo, podendo ser reeleito somente uma vez, e começará em 1 de janeiro do ano posterior ao da sua eleição.

### Competência
O Presidente da República possui grande poder individual, merecendo destaque o chefe do executivo dentre as suas competências:
- administração superior do governo federal;
- presença no processo legislativo, com a decisão das leis, reprovação a projetos de lei, aprovação, ratificação, assinatura e determinação das leis;
- indicação e demissão de ministros de Estado e Governadores de Territórios, além de outros servidores;
- oficializar tratados, travar a guerra e fazer a paz, ad referendum do Congresso.
- comando supremo do Exército, da Marinha e da Aeronáutica;
- proclamação de estado de defesa e estado de sítio;
- determinação e realização da intervenção federal (artigo 84).

### Crimes de responsabilidade
Se tiver descumprido a promessa de suas obrigações, ou cometido certo delito, o presidente do Brasil é conduzido a sentença diante do Supremo Tribunal Federal nos crimes comuns, ou do Senado, nos de responsabilidade.
Art. 85. São crimes de responsabilidade os atos do presidente da República que atentem contra a Constituição Federal e, especialmente, contra:

I — a existência da União;

II — o livre exercício do Poder Legislativo, do Poder Judiciário, do Ministério Público e dos Poderes constitucionais das Unidades da Federação;

III — o exercício dos direitos políticos, individuais e sociais;

IV — a segurança interna do País;

V — a probidade na administração;

VI — a lei orçamentária;

VII — O cumprimento das leis e das decisões judiciais.

## Vice-presidente

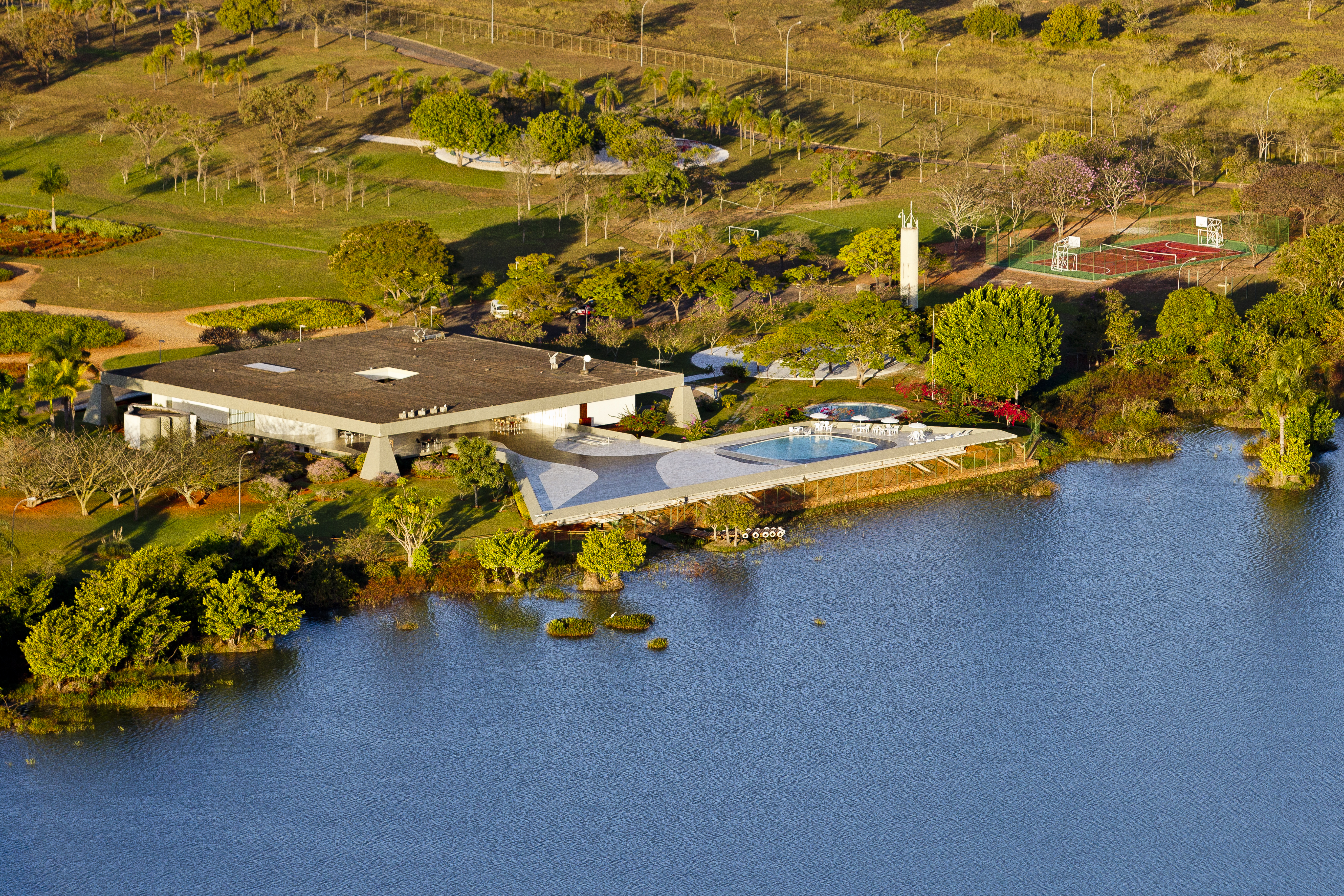
Palácio do Jaburu, residência oficial do Vice-presidente do Brasil.

Escolhido como colega de chapa do presidente, compete ao vice suceder o titular nos seus impedimentos ou substituir-lhe na vacância do cargo. As exigências para o cargo são iguais ao posto de presidente.
Art. 79. O Vice-presidente da República, além de outras atribuições que lhe forem conferidas por lei complementar, auxiliará o Presidente, sempre que por ele convocado para missões especiais.
Em caso de impedimento ou vacância do presidente e do vice, serão nomeados para tomar posse da Presidência, o da Câmara dos Deputados, o do Senado Federal e o do Supremo Tribunal, nessa ordem.
O presidente da República e seu vice apenas poderão deixar o país por período maior que 15 dias se forem licenciados pelo Congresso, sob ameaça de suspensão do cargo. (artigo 83).

## Ministros de Estado

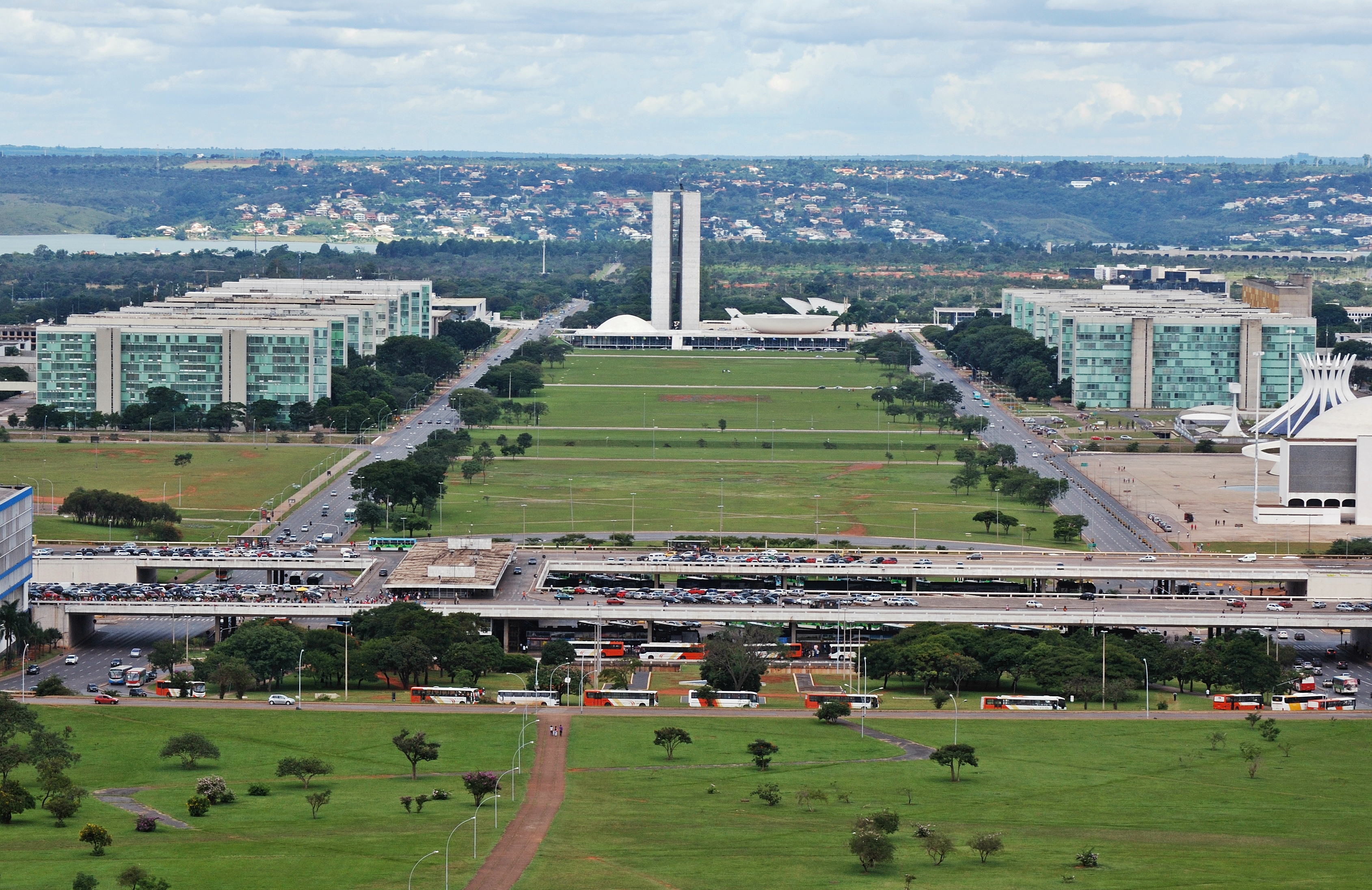
Vista da Esplanada dos Ministérios, em Brasília, com a sede do Congresso Nacional do Brasil ao fundo.

Grandes assessores do presidente da República, os ministros de Estado são por ele indicados livremente, dentre brasileiros natos, pessoas com mais de vinte e um anos, no exercício de direitos políticos.
Art. 87. Compete ao ministro de Estado, além de outras atribuições estabelecidas nesta Constituição e na lei:

I — exercer a orientação, coordenação e supervisão dos órgãos e entidades da administração federal na área de sua competência e referendar os atos e decretos assinados pelo presidente da República;

II — expedir instruções para a execução das leis, decretos e regulamentos;

III — apresentar ao presidente da República um relatório anual de seu governo no Ministério;

IV — praticar os atos pertinentes às atribuições que lhe forem outorgadas ou delegadas pelo presidente da República.
Hoje há 31 ministérios, 3 secretarias da presidência e 4 órgãos. A fundação, alteração de estruturas e ocasional dissolução dum ministério são realizadas por intermédio de lei especial, cuja decisão compete ao presidente da República. Além dos titulares dos ministérios, são igualmente ministros de Estado os chefes dos órgãos de auxílio, a saber: Secretaria de Comunicação Social, Secretaria-Geral, Advocacia-Geral, Casa Civil, Controladoria-Geral e Gabinete de Segurança Institucional.

## Administração indireta

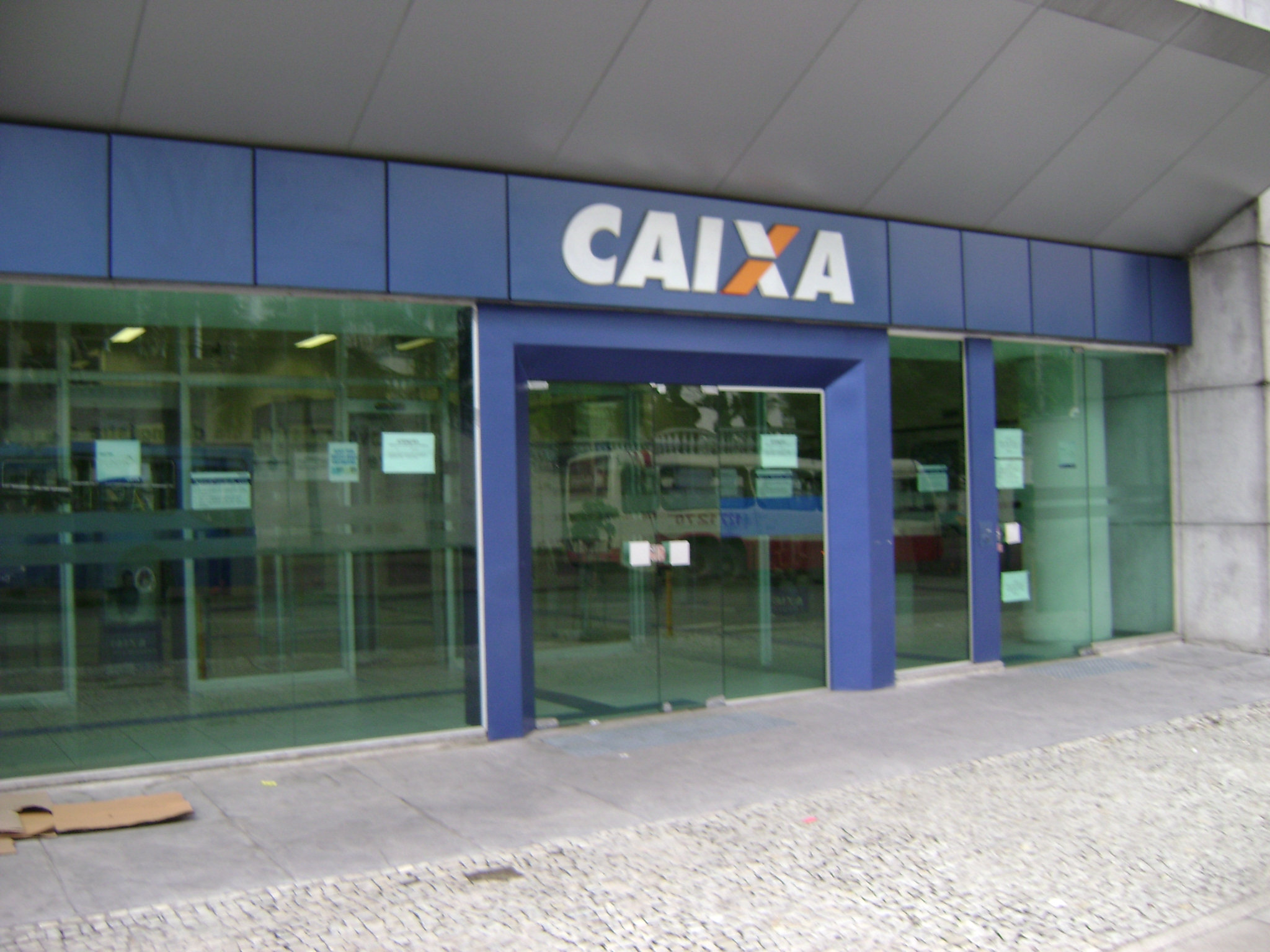
Uma agência da Caixa em Belo Horizonte.

No comando dos negócios do Estado, o Executivo opera diretamente por meio dos ministérios e órgãos pertencentes à Presidência, e indiretamente, por meio das entidades da administração indireta, que são:
1. Autarquias: instituições fundadas por legislação especial, para conseguir mais competência e eficácia em alguns ramos, por meio da descentralização governamental e econômica. São serviços independentes, dotados de caráter oficial, capital e arrecadação particulares. Podem estar ligados diretamente à Presidência ou a algum ministério. Exemplos: o Conselho Nacional de Pesquisas (CNPq), a Biblioteca Nacional (BN), o Instituto de Estudos Educacionais Anísio Teixeira (INEP) e a Universidade de Brasília (Unb).[8]
2. Empresas públicas: organizações formadas com identidade reconhecida por lei, fortuna privativa e dinheiro restrito à União; ocupam-se de algumas fontes de renda, cujo aproveitamento é considerado relevante para o governo. São exemplos a Caixa Econômica Federal, os Correios e o Banco Nacional de Desenvolvimento Econômico e Social.[8]
3. Sociedades de economia mista: fundadas para o aproveitamento de algumas fontes de renda, sob a forma de anônimas, em que ações majoritárias com direito eleitoral cabem à União ou de uma instituição da administração indireta. Por exemplo: Banco do Brasil e Petrobrás.[8]

## Forças Armadas

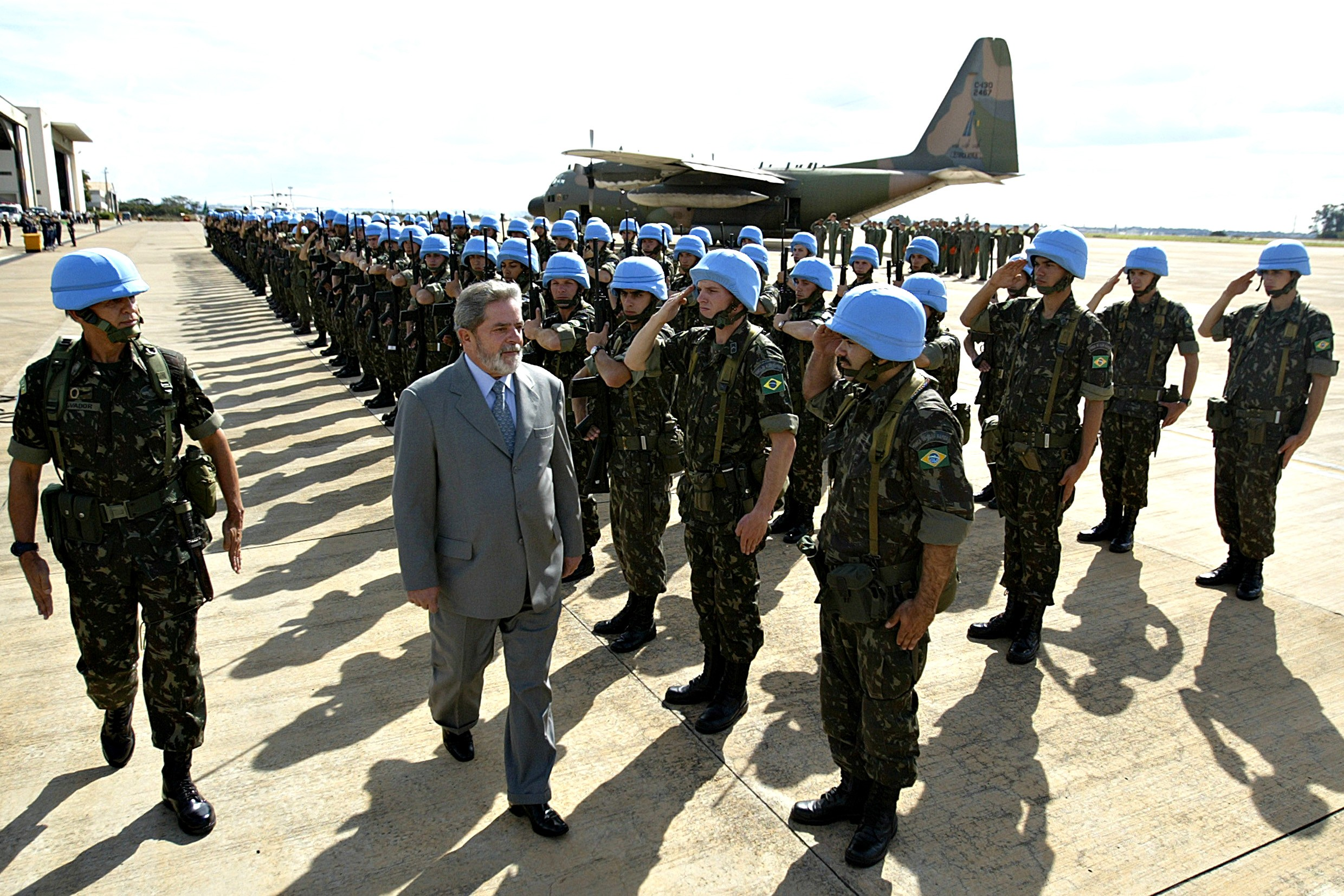
Presidente Lula, que representou as Forças Armadas, passa em revista as tropas da MINUSTAH, no Haiti.

Para satisfazer às questões relativas à preservação da ordem interna e à soberania externa, que compõem a base da segurança nacional, o Estado brasileiro dispõe de órgãos especiais: as Forças Armadas.
Art. 142. Constituídas pela Marinha, pelo Exército e pela Aeronáutica, são instituições nacionais permanentes e regulares, organizadas com base na hierarquia e na disciplina, sob a autoridade suprema do presidente da República, e destinam-se à defesa da Pátria, à garantia dos poderes constitucionais e, por iniciativa de qualquer destes, da lei e da ordem.

## Segurança pública
Dentre as várias funções que devem ser exercidas pelo Poder Executivo para promover o bem comum, merece destaque a precaução com a segurança pública.
Art. 144. A segurança pública, dever do Estado, direito e responsabilidade de todos, é exercida para a preservação da ordem… e da incolumidade das pessoas e do patrimônio, através dos seguintes órgãos:

I — polícia federal;

II — polícia rodoviária federal;

III — polícia ferroviária federal;

IV — polícias civis;

V — polícias militares e corpos de bombeiros…

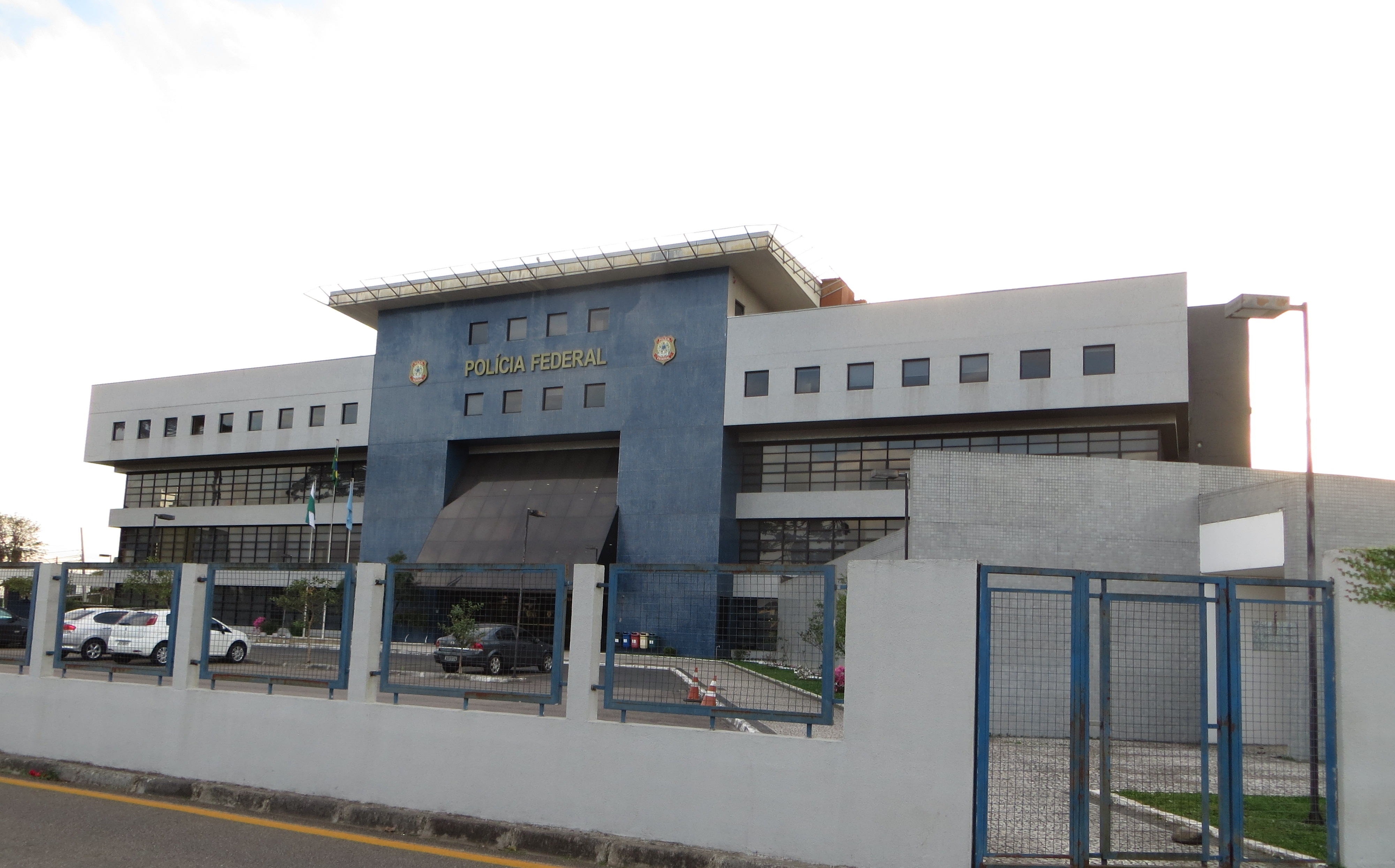
A Superintendência do Departamento de Polícia Federal, em Curitiba, capital do estado brasileiro do Paraná.

Compete à polícia federal, dentre outras funções:
- investigar as infrações penais contra a ordem política e social ou em prejuízo de bens, serviços e interesses da União;
- acautelar e impedir o roubo e o trânsito ilegal de entorpecentes e drogas em todo o território nacional;
- desempenhar a polícia marítima, aérea e de fronteiras.

A polícia rodoviária federal, instituição contínua, organizada em carreira, possui por finalidade, na forma da lei, a patrulha das rodovias federais.
As polícias civis têm por objetivo a investigação de crimes e o cumprimento das responsabilidades de polícia judiciária, respeitada a incumbência federal.
Às polícias militares competem a polícia ostensiva e a manutenção da ordem pública.
Aos corpos de bombeiros militares, além das competências estabelecidas em lei, cabe a realização de atividades de defesa civil.
Os municípios poderão formar guardas municipais reservadas à defesa de seus bens, serviços e instalações, segundo a lei determinar. (art. 144, par. 89)

## Estrutura
Presidência da República
- Presidência da República
- Vice-Presidência da República
- Casa Civil da Presidência da República
- Gabinete de Segurança Institucional
- Secretaria-Geral da Presidência da República
- Secretaria de Comunicação Social
- Secretaria de Assuntos Estratégicos
- Advocacia-Geral da União
- Controladoria-Geral da União

Conselhos
- Conselho da República
- Conselho de Aviação Civil
- Conselho de Defesa Nacional
- Conselho de Desenvolvimento Econômico e Social
- Conselho de Governo
- Conselho Nacional de Integração de Políticas de Transporte
- Conselho Nacional de Política Energética

Ministérios
- Ministério da Agricultura e Pecuária
- Ministério das Cidades
- Ministério da Ciência, Tecnologia e Inovação
- Ministério das Comunicações
- Ministério da Cultura
- Ministério da Defesa
- Ministério do Desenvolvimento Agrário e Agricultura Familiar
- Ministério do Desenvolvimento, Indústria, Comércio e Serviços
- Ministério do Desenvolvimento e Assistência Social, Família e Combate à Fome
- Ministério dos Direitos Humanos e da Cidadania
- Ministério da Educação
- Ministério do Empreendedorismo, da Microempresa e da Empresa de Pequeno Porte
- Ministério do Esporte
- Ministério da Fazenda
- Ministério da Gestão e da Inovação em Serviços Públicos
- Ministério da Igualdade Racial
- Ministério da Integração e do Desenvolvimento Regional
- Ministério da Justiça e Segurança Pública
- Ministério do Meio Ambiente e Mudança do Clima
- Ministério de Minas e Energia
- Ministério das Mulheres
- Ministério da Pesca e Aquicultura
- Ministério do Planejamento e Orçamento
- Ministério dos Portos e Aeroportos
- Ministério dos Povos Indígenas
- Ministério da Previdência Social
- Ministério das Relações Exteriores
- Ministério da Saúde
- Ministério do Trabalho e Emprego
- Ministério dos Transportes
- Ministério do Turismo